# Le Pompidou

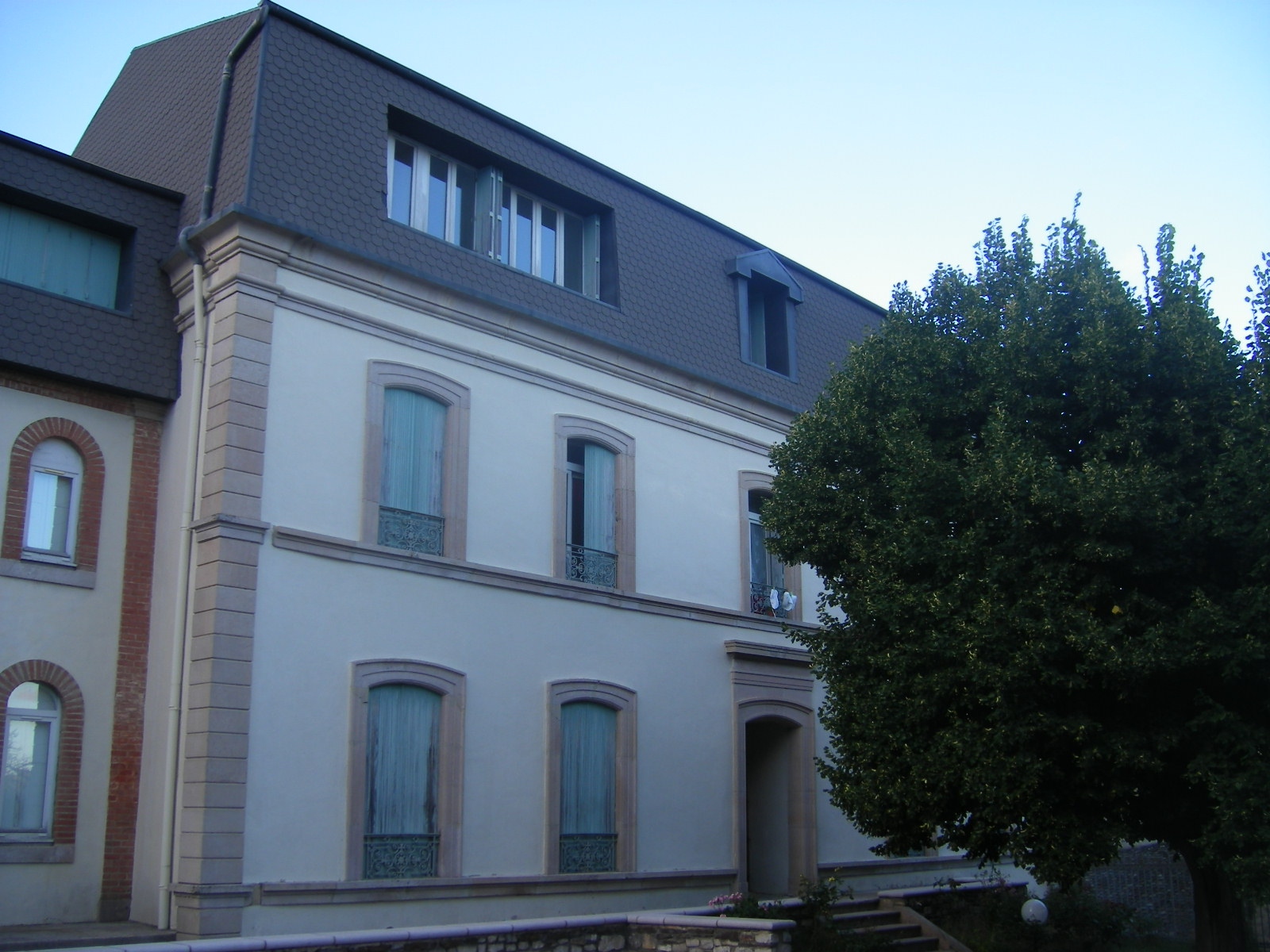
Magistrat w Le Pompidou, 2007

Le Pompidou – miejscowość i gmina we Francji, w regionie Oksytania, w departamencie Lozère.
Według danych na rok 1990 gminę zamieszkiwało 158 osób, a gęstość zaludnienia wynosiła 7 osób/km² (wśród 1545 gmin Langwedocji-Roussillon Le Pompidou plasuje się na 748. miejscu pod względem liczby ludności, natomiast pod względem powierzchni na miejscu 322.).

## Populacja

Populacja Le Pompidou w latach 1962-2008